# Formazione del Green River

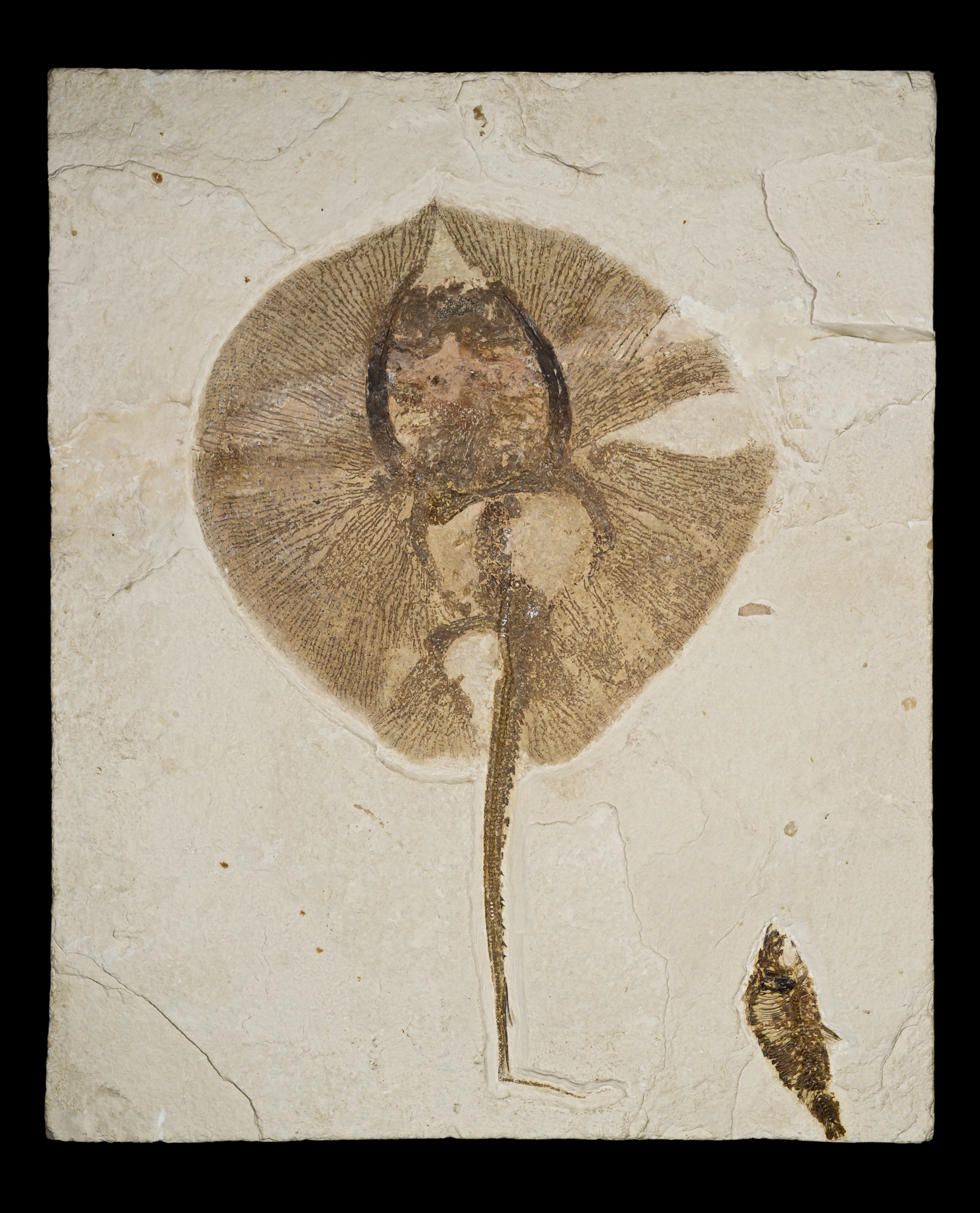
Heliobatis radians, Formazione del Green River, Monumento nazionale di Fossil Butte.

La Formazione del Green River (Green River Formation) è una formazione geologica dell'Eocene che registra la sedimentazione in un gruppo di laghi intermontani in tre bacini situati negli Stati Uniti, lungo l'odierno fiume Green River in Colorado, Wyoming e Utah. I sedimenti sono depositati in strati sottilissimi, uno strato scuro durante la stagione della crescita e uno strato inorganico a tinte chiare nella stagione secca. Ogni coppia di strati prende il nome di varva e rappresenta un anno. I sedimenti della Formazione del Green River presentano una registrazione continua di sei milioni di anni. Lo spessore medio di una varva qui è di 0,18 mm, con uno spessore minimo di 0,014 mm e massimo di 9,8 mm.
Gli strati sedimentari si formarono in una vasta area che prende il nome dal Green River, un affluente del fiume Colorado. I tre bacini giacciono intorno ai Monti Uinta dello Utah nordorientale, in tre zone distinte:
- un'area nel Colorado nordorientale, a est degli Uinta
- un'area più grande nell'angolo sudoccidentale del Wyoming appena a nord degli Uinta, nota come Lago Gosiute
- l'area più grande, nello Utah nordorientale e nel Colorado occidentale a sud degli Uinta, nota come Lago Uinta

Il Monumento nazionale di Fossil Butte nella Contea di Lincoln (Wyoming) è in una parte della formazione nota come Lago Fossile (Fossil Lake) a ovest del Lago Gosiute, a causa della sua abbondanza di pesci fossili eccezionalmente ben conservati.

## Litologia e formazione
La formazione di ambienti di bacino / lago intermontani durante l'Eocene fu il risultato dello sviluppo e del sollevamento delle Montagne Rocciose (orogenesi di Sevier del tardo Cretaceo e orogenesi di Laramide del Paleogene). Gli altopiani tettonici fornirono ai bacini sedimentari dell'Eocene sedimento da tutte le direzioni: i Monti Uinta al centro; i Monti Wind River a nord; la Catena Front, la Catena Park e la Catena Sawatch delle Rocciose del Colorado a est; l'Altopiano Uncompahgre e i Monti San Juan a sud e, infine, i Monti Wasatch dello Utah e le catene dell'Idaho orientale a ovest.
La litologia dei sedimenti lacustri è varia e include arenarie, peliti (mudstone), siltiti, scisti bituminosi, letti carboniferi, letti evaporitici salini e una varietà di calcari e dolomie lacustri. Gli strati di ceneri vulcaniche all'interno dei vari sedimenti del campo vulcanico di Absaroka a nord, nelle vicinanze dello Yellowstone e del campo vulcanico di San Juan a sudest forniscono orizzonti databili all'interno dei sedimenti.
I letti di trona (carbonato acido di sodio biidrato) della Contea di Sweetwater (Wyoming) sono noti per una varietà di rari minerali evaporitici. La Formazione del Green River è la località tipo per otto minerali rari: bradleyite, ewaldite, loughlinite, mckelveyite-(Y), norsethite, paralabuntsovite-Mg, shortite e wegscheiderite. Ha anche una presenza naturale di moissanite (SiC) e di altre 23 specie minerali valide.

## Ciclicità
I letti mostrano una pronunciata ciclicità, con le componenti orbitali della precessione, obliquità ed eccentricità tutte chiaramente rilevabili. Questo consente ai letti di essere datati internamente con alto grado di accuratezza, e le date astrocronologiche concordano molto bene con le date radiometriche.

## Zone fossili

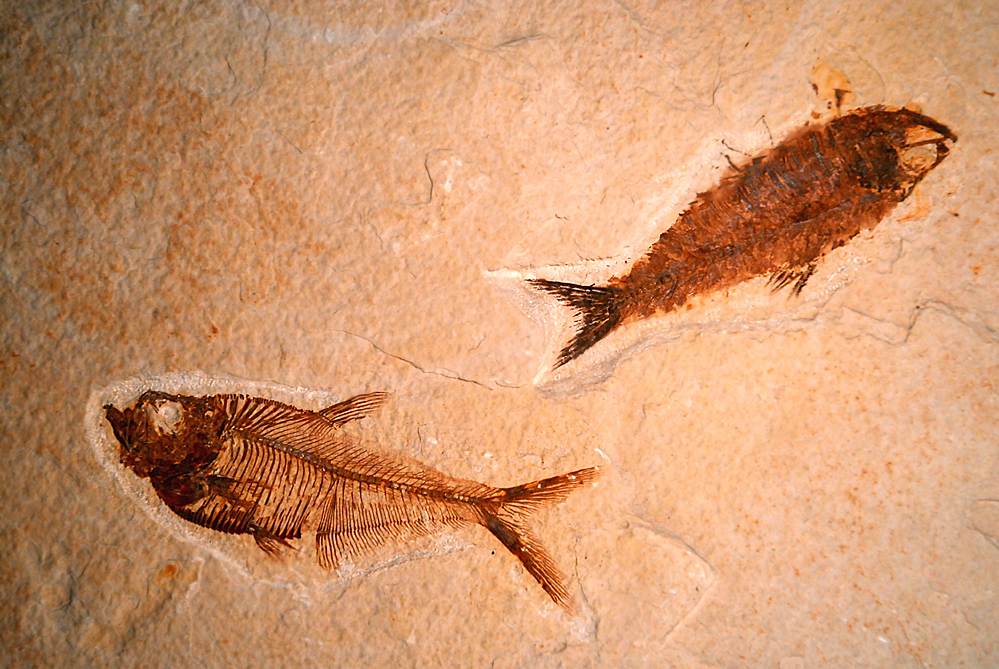
Diplomystus (sinistra) e Knightia (destra), due pesci fossili da uno dei letti lacustri nella Formazione del Green River

All'interno della Formazione del the Green River Formation nel Wyoming meridionale, nell'area nota come Lago Fossile, due zone distinte di fanghi a grana finissima sono particolarmente note per conservare una varietà di fossili completi e dettagliati. Questi strati sono una Lagerstätte, un luogo raro dove le condizioni erano adatte per una ricca accumulazione di fossili indistubati. La zona più produttiva — chiamata lo "strato dei pesci spaccati" (split fish layer) — consiste di una serie di fanghi calcarei laminati o varvati spessi circa 1,8 m, che contiene un'abbondanza di pesci e altri fossili. Questi si spaccano facilmente lungo gli strati per rivelare i fossili. Questa zona sottile rappresenta circa 4.000 anni di deposizione. La seconda zona fossile, lo "strato di 18 pollici" (18 inch layer), è uno strato non laminato spesso appunto circa 18 pollici (ossia 46 cm) che contiene anch'esso abbondanti fossili dettagliati, ma è più difficile da lavorare perché non è composto di lamine fissili.

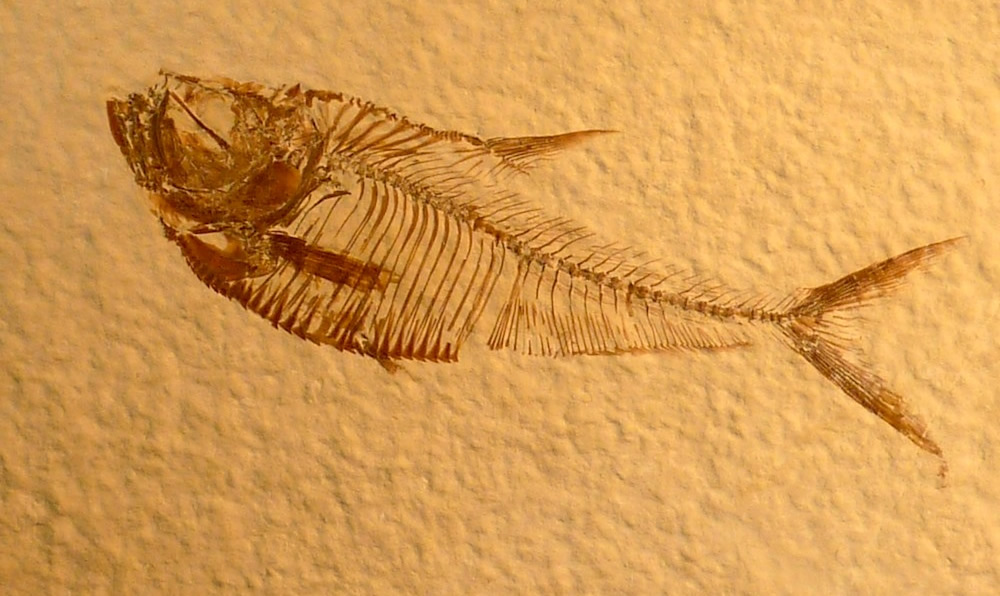
Diplomystus dentatus, preparato dalla Fossil Shack dallo strato dei pesci fenduti della Formazione del Green River

La matrice calcarea è di grana così fine che i fossili includono rare parti molli di insetti completi e foglie cadute con un dettaglio spettacolare. Più di ventidue ordini di insetti sono rappresentati solo nella collezione del Green River alla Smithsonian Institution di Washington, D.C.
Fossili dei pesci Diplomystus e Knightia si trovano in grandi quantità a Fossil Lake. Lago Gosiute, invece, ha fossili di pesci gatto (Ictaluridae e Hypsidoridae) e di catostomidi (Catostomidae, genere Amyzon). I pesci gatto si trovano per lo più nelle parti più profonde del lago.

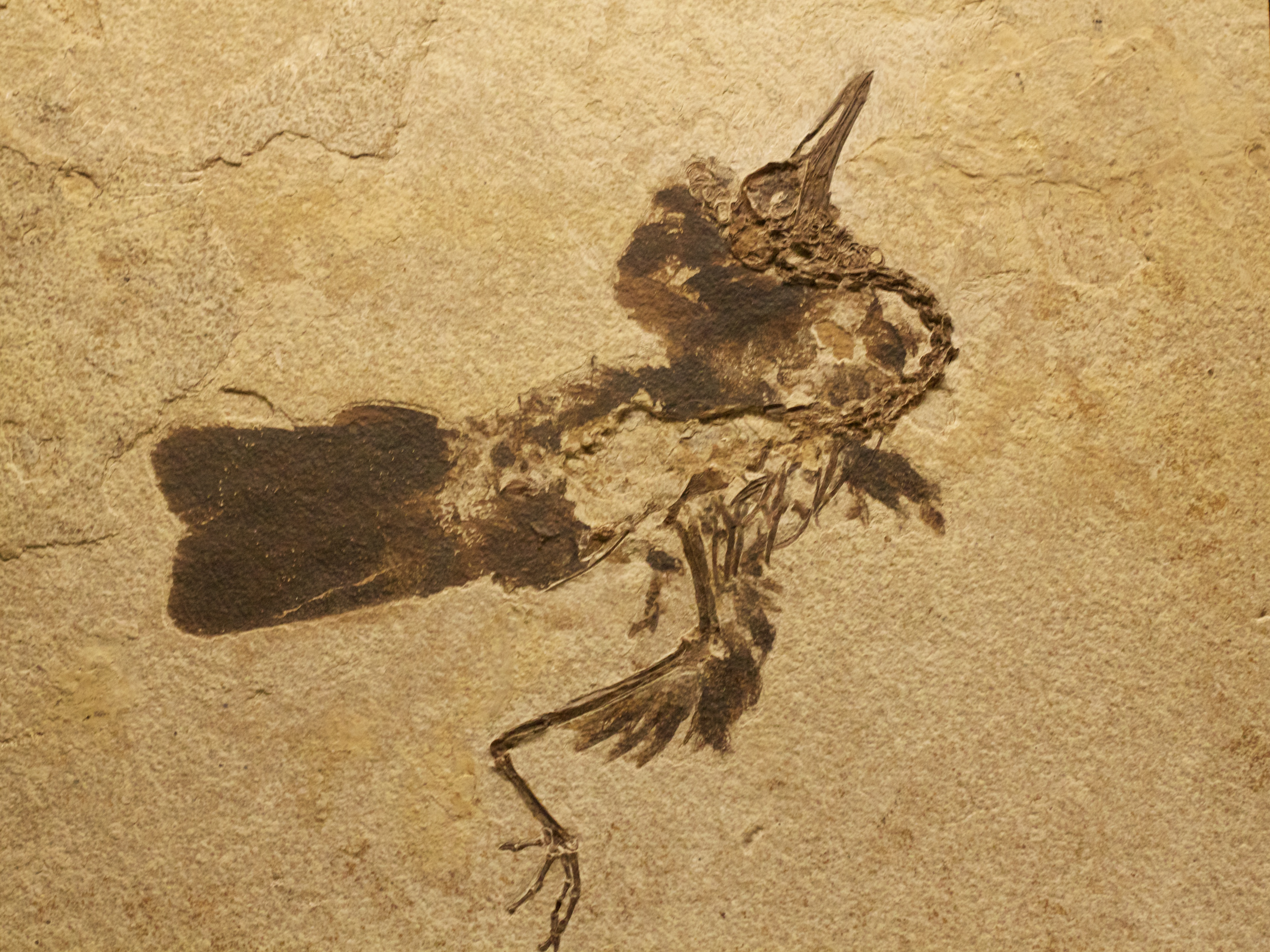
Uccello non identificato dalla Formazione del Green River con le piume conservate

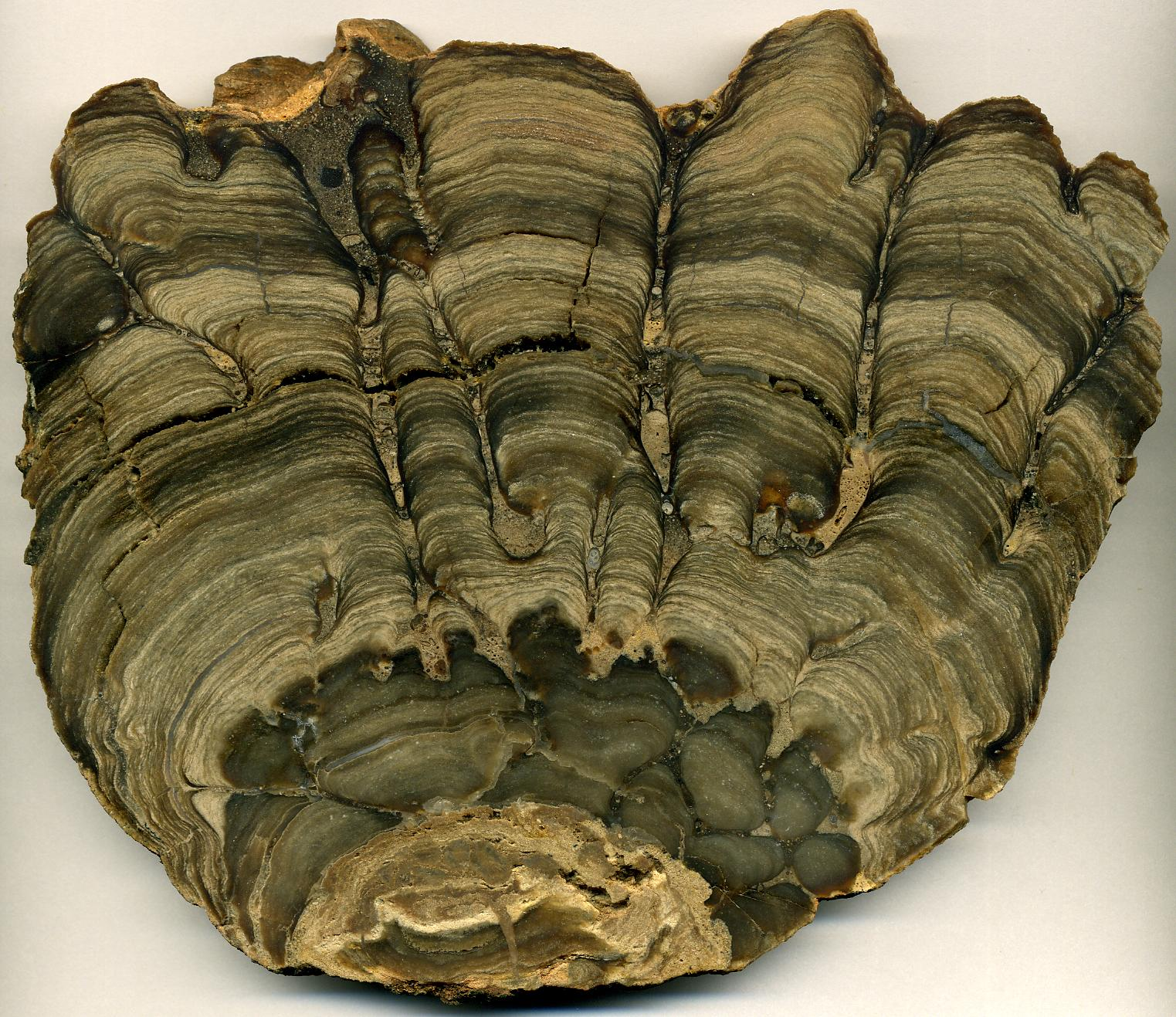
Fossile di stromatolite dell'Eocene da Lago Gosuite, Laney Member, Formazione del Green River del Wyoming sudoccidentale

I vari letti fossili della Formazione del Green River abbracciano un periodo di 5 milioni di anni, che data fra 53,5 e 48,5 milioni di anni fa. Questo intervallo di tempo inclide la transizione fra il clima umido del primo Eocene e quello leggermente più secco del medio Eocene. Il clima era abbastanza umido e mite da sostentare i coccodrilli, che non tollerano il gelo, e i laghi erano circondati da foreste di sicomori. Quando le configurazioni dei laghi mutarono, ogni località del Green River divenne distinta nel carattere e nel tempo. Il sistema dei laghi si formò sui delta dei fiumi sottostanti e mutò nel paesaggio piatto con leggeri movimenti tettonici, ricevendo sedimenti dall'altopiano degli Uinta e dalle Montagne Rocciose a est e a nord. Le Lagerstätten si svilupparono in condizioni anossiche in fanghi carbonatici fini che si dormarono nei letti dei laghi. La mancanza di ossigeno rallentò la decomposizione batterica e tenne lontani gli "spazzini" (ossia gli animali saprofagi), così foglie di palma, felci e sicomori, alcuni che mostravano il danno degli insetti che avevano subito durante la crescita, furono coperti di sedimento a grana fine e conservati. Gli insetti furono conservati interi, perfino le delicate membrane alari e le filiere dei ragni.
Anche i vertebrati furono conservati, incluse le squame di Borealosuchus, il coccodrillo che fu un primo indizio per il clima mite dell'Eocene del Nord America occidentale. I pesci sono comuni. I fossili di Knightia simili all'aringa, a volte in densi strati, come se un branco si fosse avventurato in livelli anossici delle acque e fosse stato sopraffatto, sono familiari agli amanti dei fossili e sono tra i fossili più comunemente disponibili sul mercato commerciale. C'era una sola pastinaca indigena di acqua dolce, Heliobatis. Approssimativamente in tutto sessanta taxa di vertebrati sono stati trovati a Green River. Oltre ai pesci includono almeno undici specie di rettili, e alcuni uccelli e un mammifero simile a un armadillo, Brachianodon westorum, con alcune certebre sparse di altri, come il Meniscotherium delle dimensioni di un cane e Notharctus, uno dei primi primati. I più antichi pipistrelli conosciuti (Icaronycteris index, e Onychonycteris finneyi), già completamente sviluppati per il volo, si trovano qui. Perfino un serpente, Boavus idelmani, si era fatto strada in un lago ed era conservato nella pelite.

### Scoperta dei letti fossili
Le prime registrazioni documentate di fossili (invertebrati) da quella che è ora chiamata la Formazione del Green River sono nei diari dei primi missionari ed esploratori come S. A. Parker, 1840, e J. C. Fremont, 1845.
Il geologo dr. John Evans raccolse i primi pesci fossili, descritti come Culpea humilis (poi ribattezzati Knightia eocaena), dai letti del Green River nel 1856. Edward Drinker Cope raccolse estesamente in quest'area e produsse varie pubblicazioni sui pesci fossili dal 1870 in poi. Ferdinand Vandeveer Hayden (geologo a capo dello United States Geological and Geographical Survey of the Territories, il precursore dello United States Geological Survey) usò per primo il nome "Scisti del Green River" (Green River Shales) per i siti fossili nel 1869.
Milioni di pesci fossili sono stati raccolti dall'area: in particolare, i collezionisti commerciali che operano in cave legali su terreni statali o privati sono stati responsabili della maggioranza dei fossili vertebrati del Green River esposti nelle collezioni pubbliche e private di tutto il mondo.

## Fossili
- Vertebrati
  - Chondrichthyes
    - Heliobatis

  - Osteichthyes
    - Amia
    - Amyzon
    - Asineops
    - Atractosteus
    - Cockerellites
    - Crossopholis
    - Cyclurus
    - Diplomystus
    - Esox
    - Gosiutichthys
    - Hypsidoris
    - Hypsiprisca
    - Knightia
    - Lepisosteus
    - Masillosteus
    - Mioplosus
    - Notogoneus
    - Priscacara

  - Reptilia
    - Axestemys
    - Baena
    - Boavus
    - Chisternon
    - Saniwa

  - Mammalia
    - Apatemys
    - Brachianodon
    - Hyopsodus
    - Icaronycteris
    - Lambdotherium
    - Meniscotherium
    - Notharctus
    - Onychonycteris
    - Palaeosinopa
    - Protorohippus

## Scisto bituminoso

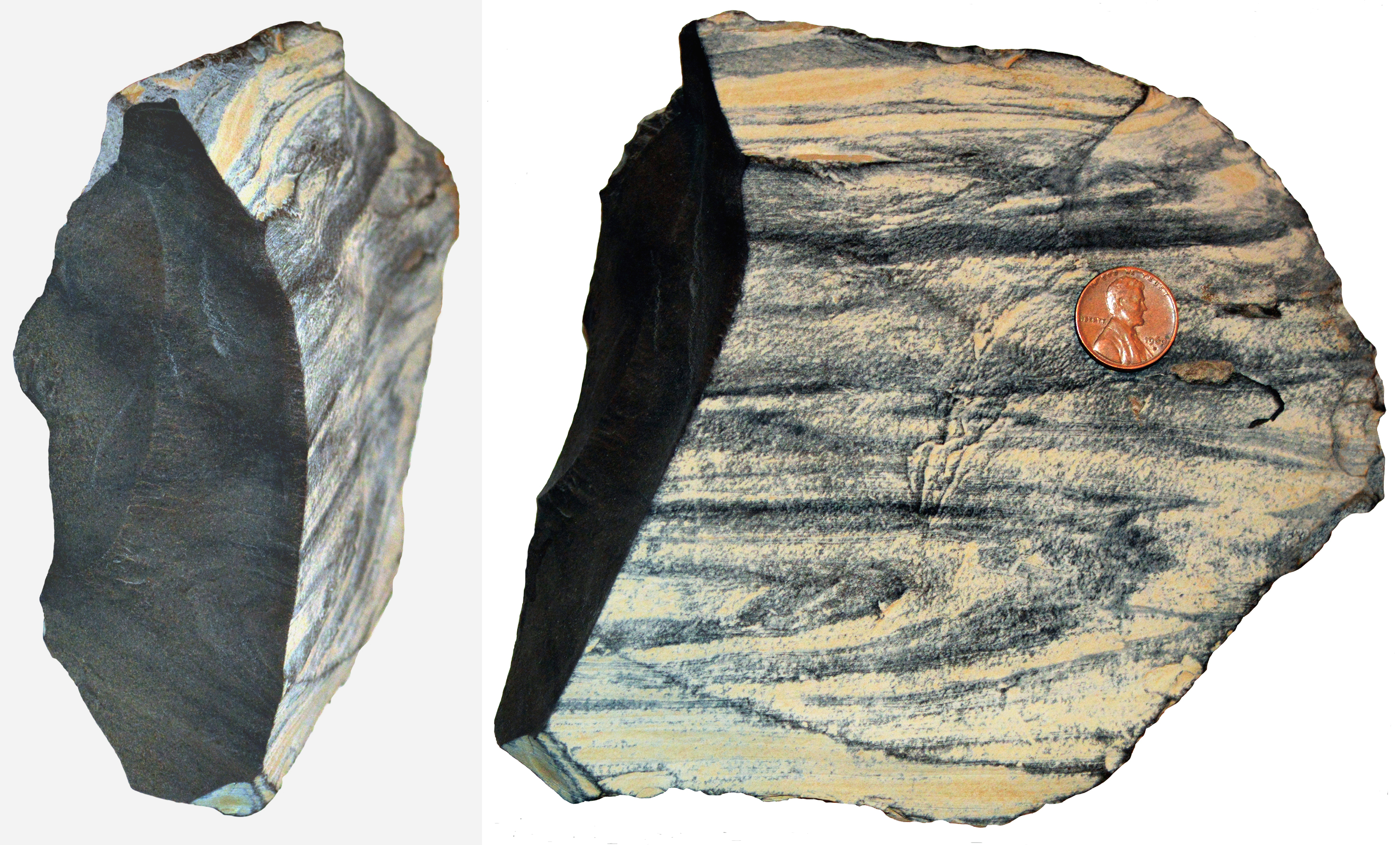
Scisto bituminoso della Zona Mahogany nella Formazione del Green River, Colorado. Superficie erosa a destra; superficie fresca a sinistra.

La Formazione del Green River contiene il più grande deposito di scisto bituminoso del mondo. È stato stimato che le riserve di scisto bituminoso potrebbero essere uguali a 3 trilioni di barili (480 miliardi di metri cubi) di olio di scisto (ossia di petrolio), fino a metà dei quali potrebbero essere recuperabili mediante apposite tecnologie di estrazione (pirolisi, idrogenazione o dissoluzione termica del cherogene nello scisto bituminoso). Altre stime parlano di valori addirittura maggiori, ipotizzando che vi siano da 500 miliardi a 1,1 trilioni di barili (80 e 175 km³) di petrolio potenzialmente recuperabili nel bacino. Tuttavia, questo ammontare stimato di petrolio recuperabile sotto forma di cherogene è contestato e messo in dubbio, in quanto attualmente non c'è nessuna tecnologia economicamente praticabile per convertire la roccia in un olio permeabile. Il cherogene è una forma cruda di idrocarburo che la natura non converte in vero petrolio.
Il costo per convertire lo scisto bituminoso di Green River in vero petrolio al momento sarebbe superiore a quello per cui potrebbe essere venduto. L'EROI per lo scisto bituminoso è bassissimo, mentre ha un altissimo impatto distruttivo dal punto di vista ambientale.
L'olio di scisto del Green River è una lamosite di tipo lacustre, la cui materia organica trae origine dalle alghe verdi-azzurre (cianobatteri) del periodo eocenico.

## Depositi di minerali notevoli
La chimica insolita dei laghi nei quali si era depositata rende la Formazione del Green River un'importante fonte di sali di carbonato di sodio. Nel Wyoming sudoccidentale la formazione contiene i più grandi depositi del mondo di trona, e in Colorado, i più grandi depositi del mondo di nahcolite. Un altro minerale insolito, attualmente noto solo nel Parachute Creek Member di questa formazione fluviale, è l'abelsonite, un minerale cristallino a base di porfirina di nichel.